# Xung điện từ hạt nhân
Xung điện từ hạt nhân (thường viết tắt là EMP hạt nhân, hay NEMP) là một loé bùng của bức xạ điện từ (tạo ra bởi phát nổ hạt nhân). Loé bùng này bất chợt làm cho điện trường và từ trường thay đổi thật lẹ, nhiều khi còn kết hợp với các hệ thống điện và điện tử nữa, tạo ra dòng điện và các đột biến điện áp huỷ hoại. Cụ thể mà nói, cho một sự kiện EMP hạt nhân, các đặc trưng của nó còn thay đổi tùy theo nhiều yếu tố, nhưng yếu tố quan trọng nhất vẫn là độ cao phát nổ.
Thuật ngữ xung điện từ, thông thường thì không kể các tầm độ quang học (hồng ngoại, khả kiến, tử ngoại) và ion hóa (như bức xạ tia X và gamma). Còn theo thuật ngữ quân sự, một đầu đạn hạt nhân phát nổ cách hàng chục đến hàng trăm km trên mặt Trái Đất, thì được gọi là thiết bị xung điện từ cao độ (HEMP). Tác động của một thiết bị HEMP còn phải phụ thuộc vào nhiều yếu tố, bao gồm độ cao phát nổ, sức công phá năng lượng, sản lượng output tia gamma, tương tác với từ trường của Trái Đất, và sự che chắn điện từ của các mục tiêu tấn công.

## Đặc trưng
EMP hạt nhân là một đa xung phức tạp, thường được mô tả qua ba thành phần, E1, E2, và E3, theo định nghĩa của Ủy ban kỹ thuật điện quốc tế (IEC).

### E3
Thành phần E3 khác với E1 và E2. E3 là thành phần xung chậm hơn nhiều, kéo dài từ hàng chục đến hàng trăm giây. Gây ra bởi sự biến dạng tạm thời của từ trường Trái Đất do phát nổ hạt nhân, thành phần E3 có nhiều điểm tương đồng với một cơn bão địa từ, gây ra bởi một loé bùng hay còn gọi là ngọn lửa mặt trời. Cũng như một cơn bão địa từ, trên các dây dẫn điện dài, E3 có thể tạo ra những dòng điện cảm ứng địa từ, đi tới đâu chúng huỷ hoại tới đó, nhiều thành phần của đường dây điện, chẳng hạn như máy biến áp.

Vì có sự tương đồng giữa các cơn bão địa từ—bão cảm ứng do mặt trời, và bão hạt nhân E3—nên thông lệ là cứ gọi các những bão địa từ cảm ứng do mặt trời là các xung điện từ Mặt trời. Solar EMP có nghĩa là không có các thành phần E1 hoặc E2. Ngoài ra, người ta còn gọi nó là killshot vì đi đến đâu, nó sẽ hạ gục tất cả các hệ thống điện đến đó, trên toàn thế giới.